# Happy Moment
Happy Moment (с англ. — «Счастливый момент») — первый студийный альбом южнокорейско — китайской гёрл-группы Cosmic Girls. Альбом был выпущен в цифровом и физическом виде 7 июня 2017 года Starship Entertainment и Yuehua Entertainment и был распространен LOEN Entertainment. Он содержит десять песен, в том числе ведущий сингл «Happy». Впервые с момента дебюта в этом альбоме отсутствует китайская версия ведущего сингла.

## Предпосылки и релиз
18 мая 2017 года, на официальной странице Cosmic Girls Facebook было объявлено, что новый камбэк, запланированный на 7 июня, будет «скоро», раскрывая название ведущего сингла и предстоящего альбома. Тизеры для альбома были выпущены с 24 мая по 5 июня. 7 июня в 6 вечера KST, музыкальное видео для «Happy» было выпущено на YouTube и Naver V LIVE, и Happy Moment был доступен для загрузки на Melon в Южной Корее и iTunes по всему миру. В тот же день Cosmic Girls провела медиа-шоу, которое также транслировалось в прямом эфире V.

## Промоушен
8 июня Cosmic Girls выступили на M Countdown, исполнив ведущий сингл «Happy» и трек «Miracle». За этим последовали выступления на Music Bank, Show! Music Core, Inkigayo, Show Champion во время их первой недели продвижения.

## Сингл
«Happy» был выпущен в качестве заглавного трека. Тизер музыкального видео был выпущен 1 июня 2017 года, официальное музыкальное видео было выпущено 7 июня. Песня дебютировала на 77 строчке в цифровом чарте Gaon в выпуске чарта от 4-10 июня 2017 года, с 28 636 проданными загрузками.

## Коммерческий успех
Альбом вошел и достиг пика на 3-м месте в альбомном чарте Gaon в выпуске чарта от 4-10 июня 2017 года. Альбом вошел под номером 9 в чарте за июнь 2017 года, с 25,983 проданными физическими копиями. Было продано более 34 539 физических копий по состоянию на июль 2017 года.

## Трек-лист
| №                   | Название                           | Текст песни                    | Музыка                                   | Arrangement                | Длительность |
| ------------------- | ---------------------------------- | ------------------------------ | ---------------------------------------- | -------------------------- | ------------ |
| 1.                  | «Happy»                            | Black Eyed Pilseung 전군       | Black Eyed Pilseung 전군 Kim Taewoo      | 라도                       | 3:00         |
| 2.                  | «Miracle» (기적 같은 아이)         | e.one Exy                      | e.one                                    | e.one                      | 3:43         |
| 3.                  | «Mr. BADBOY»                       | GALACTIKA                      | GALACTIKA 아태나                         | GALACTIKA 아태나           | 3:48         |
| 4.                  | «SUGAR»                            | GDLO (MonoTree)                | GDLO (MonoTree)                          | GDLO (MonoTree)            | 3:05         |
| 5.                  | «Babyface»                         | Armadillo Exy                  | Armadillo 랑가                           | Armadillo 랑가             | 3:19         |
| 6.                  | «Plop Plop» (퐁당퐁당)             | Go Dongkyun 빨간머리앤 Exy     | Go Dongkyun 빨간머리앤                   | Go Dongkyun                | 3:14         |
| 7.                  | «Follow Me»                        | Shim Eunji Exy                 | Shim Eunji Coach & Sendo                 | Coach & Sendo              | 3:40         |
| 8.                  | «B.B.B.Boo»                        | E-TRIBE Exy                    | E-TRIBE Glory Face                       | E-TRIBE Glory Face         | 3:35         |
| 9.                  | «Geeminy»                          | XEPY, Lee Jiwon (SAFARI M) Exy | XEPY, VO3E, 두리, Lee Kyungmi (SAFARI M) | VO3E 두리                  | 3:31         |
| 10.                 | «Closer to You» (지금 만나러 가요) | Park Sooseok Park Eun-ooh      | Park Sooseok Park Eun-ooh                | Park Sooseok Kang Myungsoo | 3:30         |
| Общая длительность: | Общая длительность:                | Общая длительность:            | Общая длительность:                      | Общая длительность:        | 34:34        |